# Pas cobert de la Tallada
Pas cobert de la Tallada és una obra del poble de la Tallada, al municipi de Sant Guim de Freixenet (Segarra) inclosa a l'Inventari del Patrimoni Arquitectònic de Catalunya. La Tallada va ser reconquerit i repoblat a partir de la segona meitat del segle xi.

## Descripció
Pas cobert delimitat per dos portals d'accés que permetia l'accés a l'interior del clos primitiu de la vila. El primer d'entrada des de l'exterior ha estat modificat substituint la pedra per un arrebossat exterior i presenta una estructura d'arc apuntat. Pel pas interior està cobert per una estructura allindada que desdibuixa el seu primitiu estat però reforça tota l'estructura.